# Història de la música
La història de la música és tant l'estudi de l'evolució que la música ha sofert al llarg dels temps, com —també— el conjunt de processos que aquesta evolució ha comportat. D'una banda és una disciplina d'estudi que s'insereix dins de la musicologia històrica i, de l'altra, és el resultat de les dades i interpretacions fetes pels musicòlegs i altres investigadors. Al seu torn, l'estudi de com aquest estudi de la història de la música ha anat evolucionant al llarg del temps es coneix com a historiografia de la música.

## La història de la música com a disciplina

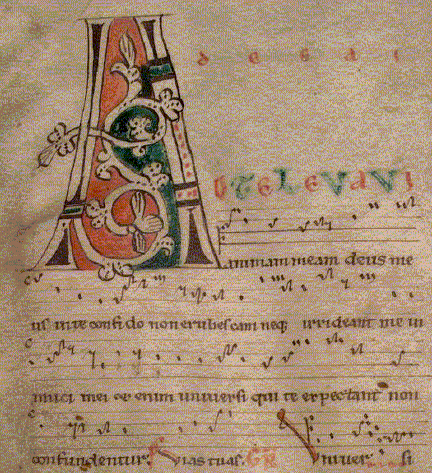
La paleografia musical permet a la història de la música desxifrar i interpretar partitures escrites amb sistemes diferents al nostre. Ad te levavi, d'un gradual francès del

Com a disciplina, teòricament, la història de la música hauria pogut ser considerada com una part de la història de l'art, però aquesta, en la majoria de casos, s'ha circumscrit a les arts plàstiques; d'altra banda, el mateix material a historiar és prou divers perquè els seus camins siguin ben diversos.
En un sentit ampli, la història de la música es pot referir, i de fet es refereix, a qualsevol aspecte o element que formi part dels fenòmens musicals en una cultura o societat. Per això estudia la composició d'obres, la interpretació, la recepció, la transmissió, la teorització i la crítica (o en general, l'opinió), com a elements destacats. Com a concrecions d'alguns d'aquests aspectes, estudia l'evolució dels instruments, de les agrupacions i de les tradicions interpretatives, així com les formes d'ensenyament i d'aprenentatge. Atès que la història de la música entén la música com a part d'un sistema cultural, requereix, igualment, l'estudi de tots aquells altres elements -alguns no específicament musicals- que permeten inserir cada música en el seu context geogràfic, històric i cultural. En aquest sentit són importants els estudis biogràfics que permeten, sovint, contextualitzar i dotar de significat produccions musicals concretes.

### Exclusions
Des dels seus inicis -que hom situa, habitualment, en el segle xviii-, l'estudi de l'evolució de la música s'ha referit quasi exclusivament a la música clàssica europea. D'aquesta manera, tradicionalment, la historització de, per exemple, la música hindú s'ha considerat que corresponia més aviat a l'etnomusicologia, i que la història del rock formava part del camp d'acció dels estudis culturals. Aquestes han estat algunes limitacions importants de la història de la música, però no pas les úniques. Una part no pas petita dels historiadors de la música clàssica europea han actuat amb uns objectius, una metodologia i uns posicionaments apriorístics limitats. Lluny d'aplicar un concepte de música ampli, que englobés tots els processos humans que fan possible l'existència de la música, sovint s'han centrat en l'evolució de la composició, i han fet una història de la composició i dels compositors capdavanters. De resultes d'això, moltes vegades la història de la música ha acabat sent una història dels estils compositius amb una atenció preferent a l'evolució de les formes musicals i de les tècniques compositives, contextualitzada socialment en els millors dels casos.
Al segle xix, i en concret el romanticisme, amb la seva mirada envers el passat, va donar un impuls molt notable a aquesta història de la música nascuda el segle anterior en el context de la Il·lustració. El romanticisme (i més tard el positivisme) impulsà estudis històrics musicals mediatitzats pel concepte del «geni», i en concret del geni creador compositor. El principal centre d'interès eren les obres que l'anàlisi musical de l'època -aplicant la ideologia de l'obra d'art autònoma- considerava «obres mestres» del passat i, per extensió, les biografies dels seus autors.
Per això, al llarg de bona part del segle xix i xx, la història de la música (clàssica europea) ha estat, molt, una història de la composició, amb una dedicació menor no sols als altres fenòmens sinó també a les implicacions socials i culturals completes i reals d'aquests processos compositius. També per això, sovint, aquesta disciplina s'ha sentit més atreta per l'estudi de fenòmens minoritaris que implicaven músiques que la teoria musical i l'anàlisi musical consideraven "de qualitat" segons el cànon estètic del moment, que no pas per l'estudi d'altres fenòmens amb més rellevància social, però referits a uns productes musicals que no gaudissin d'aquest prestigi. Això explica que la història de la música del segle xx passi molt més sovint per Arnold Schönberg o Ígor Stravinski, per posar alguns exemples, que no pas pel pop i el rock; també el fet que s'ignori sistemàticament les dones, encara que siguin compositores (vegeu la secció Història de la música i gènere). Si bé tot al llarg del segle xx hi ha exemples d'estudis d'història de la música fets amb una visió àmplia, sí que és cert que la simbiosi de disciplines com l'etnomusicologia i els estudis culturals amb la musicologia històrica ha fet que una part significativa dels estudis d'història de la música de les darreres dècades es portessin a terme amb un abast molt més ample, i que es plantegessin més estudis d'història de la música popular.
Susan McClary ha assenyalat que sovint ha semblat com si els posicionaments postmoderns i crítics que han impregnat altres disciplines de les ciències socials no aconseguissin fer el mateix en la història de la música i que els avenços metodològics sovint s'hi generalitzaven quan en altres ciències socials ja resultaven depassats per altres posicionaments encara més actualitzats. I això és una conseqüència més de la ideologia de l'obra d'art autònoma.

### Mètodes

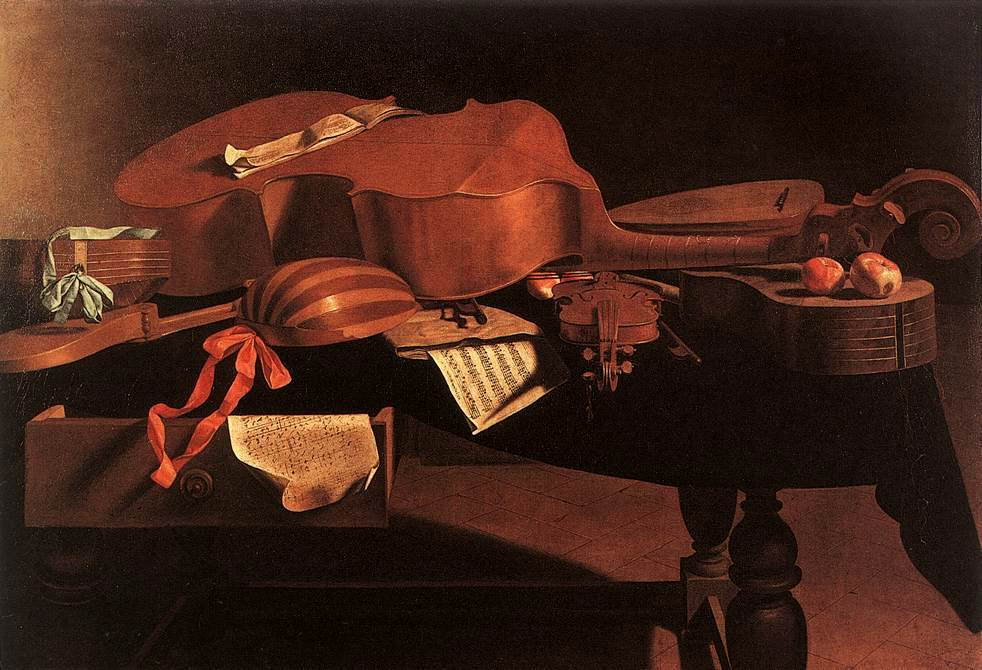
La iconografia musical aporta molta informació a la història de la música si s'apliquen criteris interpretatius adequats, ni que sigui en representacions segurament poc realistes com aquesta: Instruments musicals; Evarist Baschenis (1617-1677)

Els mètodes i les eines de la història de la música són quasi tan diversos com els seus temes d'estudi. Inclouen l'estudi de fonts documentals originals, i l'aplicació de metodologies diverses per a avaluar-les, interpretar-les i extreure'n conclusions. Les fonts documentals són d'índole molt diversa, tant pel que fa al seu contingut com als suports. Quant al suport, es tracta sobretot de documentació escrita (sobre paper, pergamí o altres suports), però també retaules o altres indrets on es puguin trobar representacions iconogràfiques que aportin informació sobre instruments (com són, com es toquen, com es combinen…), sobre situacions d'interpretació musical, etc., sense oblidar els suports sonors i videogràfics (CD, DVD…) quan es tracta de la història de música ben recent. Paral·lelament, la musicologia històrica s'ha hagut de preocupar que els arxius on es guarden aquestes fonts fossin localitzables i consultables.

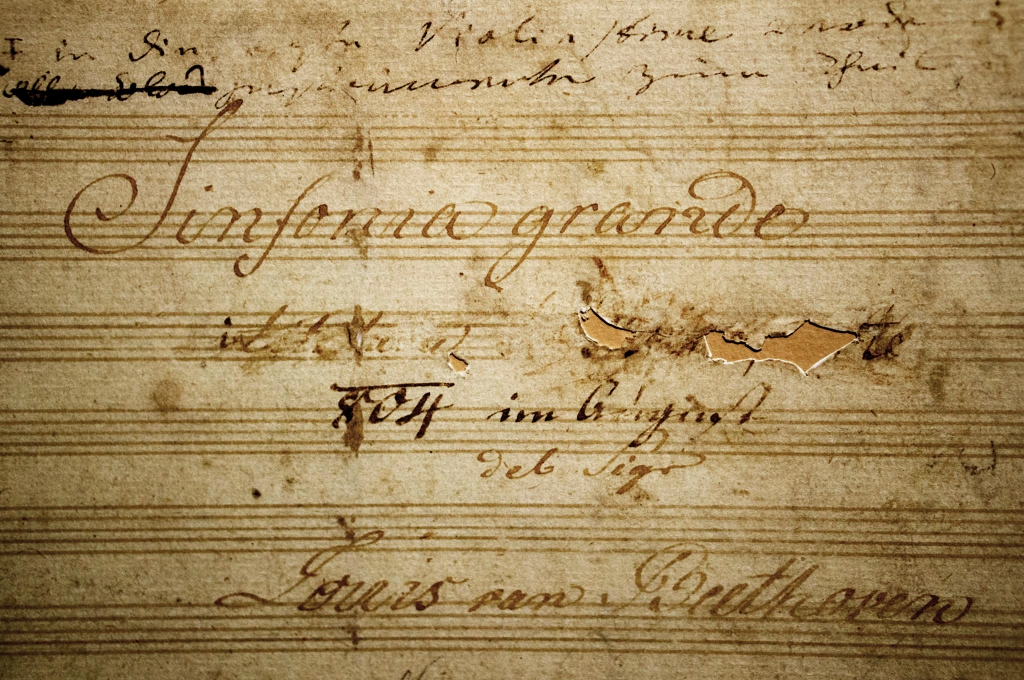
Qüestions com per exemple "Per què Beethoven va suprimir el nom de Napoleó de la portada de la seva simfonia número 3, Heroica?" són d'interès dels historiadors de la música

Pel que fa al tipus d'informació que contenen aquestes fonts, és també molt diversa: partitures (siguin manuscrites pel mateix compositor o primeres edicions, a les quals, sovint, cal aplicar coneixements de paleografia musical); representacions d'instruments i/o d'interpretacions; documentació privada (diaris, cròniques, cartes…); normativa; biografies; documentació econòmica diversa (contractes, compravendes…); testaments; premsa (programes, crítiques…); tractats teòrics o didàctics, etc.
L'historiador de la música aplica a aquestes fonts metodologies diverses d'anàlisi, algunes més pròpies de la mateixa història, com per exemple quan treballa amb contractes o testaments, o més específiques de la música com per exemple les de l'anàlisi musical quan treballa amb una partitura o ha de poder desxifrar fins a quin punt és versemblant una representació iconogràfica.
D'aquesta manera els especialistes de la història de la música elaboren monografies que poden versar sobre aspectes molt i molt diversos. Heus ací alguns exemples: història d'una institució o d'un grup musical; la música en un centre cultural (una cort, un monestir, una ciutat…) en un període; evolució de la música per a un instrument, o per a un grup d'instruments, o per a una agrupació (orquestra…); la pràctica interpretativa en un període i lloc concrets: formes d'interpretar (instruments, articulació, ornamentació, tempos), funcions, significats, circumstàncies, repertoris, per a qui…); l'evolució d'un gènere (simfonia, òpera…) en unes coordenades geogràfiques i/o cronològiques concretes; la història d'un estil (arreu o en una zona concreta); la producció d'un compositor (possiblement connectada a la seva biografia); la incidència d'un invent (la ràdio…) en la cultura musical d'un grup humà; biografies d'autors i/o intèrprets; la difusió d'un estil, un gènere o una forma musical més enllà del lloc i moment d'origen amb les corresponents transformacions; la producció d'un grup de músics amb lligams estilístics (escola); l'evolució d'una forma d'interpretació (els castrats…); l'evolució dels aspectes professionals i contractuals del músic, etc. Així mateix, elaboren edicions crítiques d'obres d'altres moments històrics.

### Pedagogia
La història de la música ocupa un lloc important en l'ensenyament i l'aprenentatge de la música; en molts casos és l'únic apropament a la música des de fora de la mateixa disciplina, i amb la metodologia d'una altra ciència (la història).
Hi ha elements de cronologia de la música del passat en els currículums de primària i de secundària obligatòria així com en el batxillerat. Igualment n'hi ha en els currículums dels conservatoris de grau professional; i n'hi ha en els currículums de moltes escoles de música que sovint han adaptat molts elements dels currículums oficials dels conservatoris.
En la majoria de casos aquestes assignatures serveixen més per a organitzar sobre uns eixos temporals uns repertoris que els respectius sistemes consideren que l'alumnat ha de conèixer que no pas per a entendre realment el sentit evolutiu que la disciplina vol aprofundir. En tots aquests tipus d'ensenyaments esdevé quasi l'única aproximació externa a la música, i se'n desestimen altres com podrien ser la sociologia, l'antropologia o la geografia.
A l'ensenyament superior -concretament als ensenyaments universitaris de musicologia i al grau superior de música, es manté la presència de les assignatures d'història de la música, amb dues diferències respecte als estadis anteriors; d'una banda, un major grau d'aprofundiment fa que les assignatures es dediquin a trams concrets d'aquesta història (història de la música medieval; de la música del segle xvii…) i a vegades -especialment en els postgraus- es dediquin a circumstàncies concretes; de l'altra, i especialment en els estudis superiors de música, la història de la música deixa de ser l'aproximació preferent a la música des de la metodologia d'un altre camp disciplinari i apareixen altres disciplines com la sociologia, etc.

## La història de la música com a evolució de la música
Un dels resultats importants de l'estudi portat a terme per la musicologia històrica és la periodització de la història de la música. Aquesta, s'ha portat a terme aplicant els criteris, límits i mètodes esmentats abans, amb connexions desiguals amb la història general i amb la història de l'art, i establint unes franges que. en molts casos, venen donades, principalment, per elements d'estil.

### Orígens
L’origen de la música és una qüestió de debat entre el món dels historiadors, a causa del fet que no hi ha cap constància escrita de música fins a arribar a la l'època antiga. Tot i que s'han fet descobriments arqueològics associats amb la música prehistòrica, encara no hi ha una teoria segura que respongui per què va sorgir la música.
Una de les primeres teories va venir de Charles Darwin, que va vincular l’origen de la música amb els cants d'aparellament de les aus; indicant que els humans també feien servir el cant per atraure la seva parella. Aquesta teoria, però, ja s'ha desmentit diverses vegades, ja que s'ha demostrat que els humans canten per moltes situacions diferents i no l’utilitzen solament com a recurs d’aparellament.
Per altra banda, Karl Bücher van teoritzar que la música havia sorgit a conseqüència d’usar ritmes i percussió per a realitzar treballs col·lectius de manera coordinada. Els crítics d’aquesta teoria, però, consideren l’origen de la música molt més anterior a aquest tipus de civilitzacions. 
Finalment, les teories més recents, com la de Steve Mithen i Aniruddh Patel, relacionen el desenvolupament de la música paral·lel al desenvolupament del llenguatge i la vinculen amb el progrés cognitiu i neuronal.
Tot i que l’origen de la música és insegur i està constantment sent teoritzat i debatut, hi ha descobriments que demostren que aquesta ja era present a la prehistòria. Per tant, la música és un element que sempre ha acompanyat a les civilitzacions humanes des dels seus inicis.

### Música prehistòrica

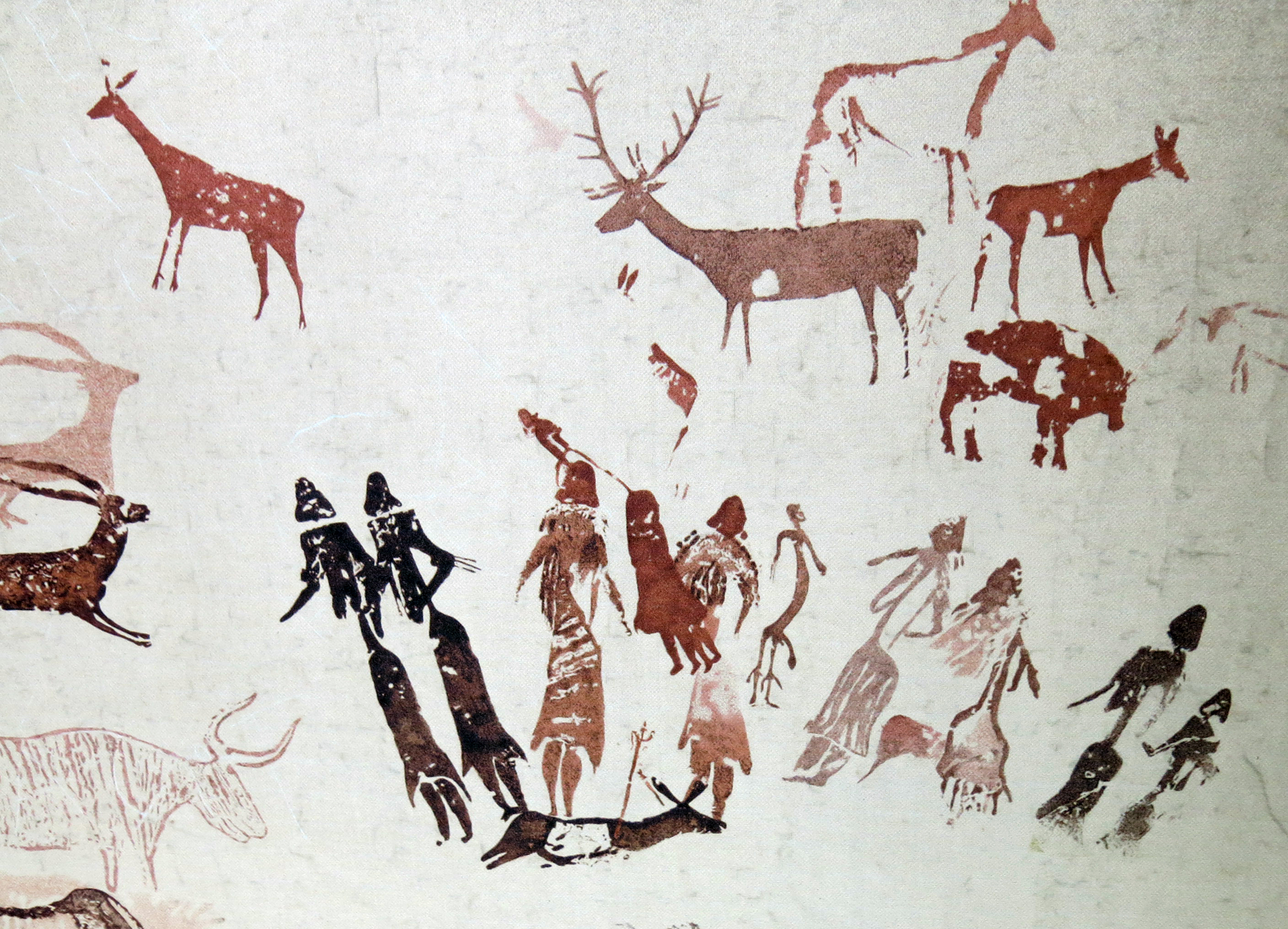
Dansa de Cogul. Dones dansant al voltant d'un home nu

El desenvolupament de la música entre els éssers humans va esdevenir amb el teló de fons dels sons naturals de l'entorn. Possiblement va estar influït pels cants dels ocells i els sons que altres animals utilitzen per comunicar-se. Alguns biòlegs han teoritzat que l'habilitat per reconèixer sons no creats per humans que podríem considerar "musicals" proporciona un avantatge selectiu. (Vegeu Música animal.)
La música prehistòrica, habitualment anomenada música primitiva, és el nom donat a tota la música produïda en cultures preliteràries, activitat iniciada en algun lloc incert i en un passat molt llunyà.
A causa de la falta d’informació escrita, per obtenir informació sobre la música en la prehistòria es necessita excavacions arqueològiques i d’anàlisi i interpretació dels descobriments fets. A través d'aquestes investigacions arqueològiques s'ha descobert l'existència d'instruments musicals primitius i representacions artístiques a l’època del Paleolític.
Els instruments principals de la prehistòria són de percussió o de vent. Específicament, a Israel s'han trobat flautes i xiulets de tres a set forats, construïts amb os, de 12.000 anys d'antiguitat.
La col·lecció més espectacular d'instruments del Paleolític es troba a Ucraïna, en el jaciment de Mezin o Mezhirich, que inclou instruments de percussió construïts amb ossos de mamut decorats amb ocre.
Per altra banda, la música de la prehistòria generalment estava molt vinculada als rituals de caça i de guerra i es realitzaven tant amb elements de la natura, amb la construcció d'instruments, com amb la mateixa veu.
La música indígena d'Amèrica i l'aborigen d'Austràlia es podria anomenar prehistòrica per les seves característiques, però el terme s'utilitza per referir-se a la música europea anterior al desenvolupament de l'escriptura. És més habitual anomenar la música "prehistòrica" dels continents no europeus, especialment la que encara existeix en l'actualitat, música folklòrica, ètnica o tradicional.

### Música de l'antiguitat
Es considera que la prehistòria va concloure amb el desenvolupament de l'escriptura i, per tant, també la música que es produïa. La música de l'antiguitat és el nom amb què s'anomena l'activitat musical realitzada durant l'edat antiga.
La cançó més antiga que s'ha trobat està escrita en grafia cuneïforme; es va trobar a Ur, i data de l'any 4000 aC. Ha estat desxifrada per la professora Anne Draffkorn Kilmer de la Universitat de Berkeley (Califòrnia), i ha demostrat que està composta en harmonies amb intervals de terceres, com els antics gymel anglesos, i feien servir l'afinació pitagòrica de l'escala diatònica.
Hi ha dibuixos en gerros i parets d'instruments de vent amb dos tubs, com els utilitzats pels grecs, i gaites antigues. També trobem escrits, com els d'Aristòtil (Problemes, Llibre XIX.12), que descriuen tècniques musicals de l'època, indicant algun tipus de polifonia. Els grecs varen elaborar una teoria al voltant de la música per tal d'explicar-se els fenòmens astronòmics. Segons L'harmonia de les esferes, els planetes es troben lligats entre ells per uns nombres, que poden transcriure's en llenguatge musical.
Instruments com la flauta de set forats i diversos tipus d'instruments de corda s'han recuperat en els jaciments arqueològics de la civilització de la vall de l'Indus.
La música clàssica índia (marga) es troba recollida a les escriptures de la tradició hindú, els Vedes. Al Samaveda, un dels quatre vedes, es descriu extensament la música antiga hindú.

### Tradicions clàssiques
La música clàssica és un terme ample, una mica imprecís. Una música és clàssica si inclou alguns dels trets següents: una tradició apresa, suport des de l'Església o la cort, o un gran capital cultural. La música clàssica també es descriu com complexa, duradora, transcendent i abstracta.
En moltes cultures la tradició clàssica coexisteix amb la música tradicional o popular, ocasionalment durant milers d'anys, i amb nivells diferents d'intercanvi mutu amb la tradició paral·lela.

#### Àsia
Per zones, la música asiàtica cobreix fonamentalment les cultures musicals d'Aràbia, l'Àsia central, Est d'Àsia oriental, Sud d'Àsia, i Sud-est d'Àsia.

##### Índia
La música índia és una de les tradicions musicals més antigues del món. La civilització de la vall de l'Indus té escultures on es representen espectacles de dansa i apareixen instruments musicals antics, com la flauta de set forats. Diversos tipus d'instruments de corda i tambors s'han recuperat en les excavacions realitzades per sir Mortimer Wheeler a Harappa i Mohenjo Daro. El Rigveda presenta elements de música hindú actual, amb una notació musical que indica la mètrica i la manera de cantar. L'antiga tradició musical hindú també parla de tres accents i d'una música vocal coneguda com a "Samagan" (Sama significa 'melodia' i Gan 'manera de cantar').
Els orígens de la música clàssica hindú es troben descrits en un dels reculls literaris més antics, els Vedes. En el Samaveda, un dels quatre vedes, es descriu la música amb força detall.

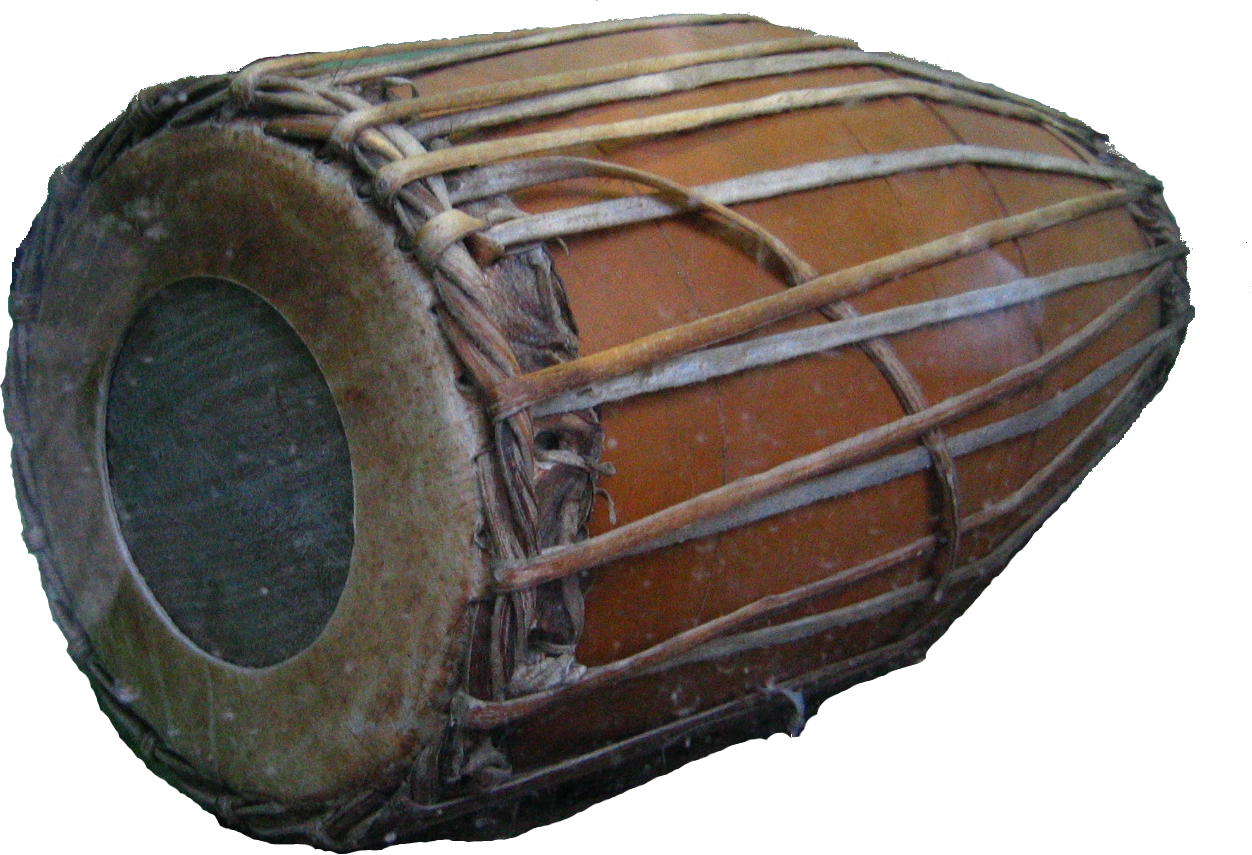
Mridangam, tambor hindú

La música clàssica hindú inclou les dues grans tradicions de la música carnàtica del sud i la música clàssica hindustànica del nord. Aquestes tradicions són mil·lenàries i s'han desenvolupat al llarg de grans períodes; actualment segueixen vives i són fonamentals en la vida dels hindús com a font d'inspiració religiosa, expressió cultural i entreteniment.
La música clàssica hindú (marga) és monofònica, i es basa en una línia melòdica modal única o rāga, que rítmicament s'organitza mitjançant les tales. La música carnàtica és en gran part dedicada al culte religiós; la majoria de les cançons s'adrecen a les divinitats hindús. Però també existeixen moltes cançons amoroses i que tracten diversos temes socials.
En contrast amb la música carnàtica, la música hindustaní no solament està influïda per les antigues tradicions musicals, la filosofia vèdica i els sons dels nadius, sinó també per les pràctiques interpretatives perses dels mongols afganesos.

##### Xina

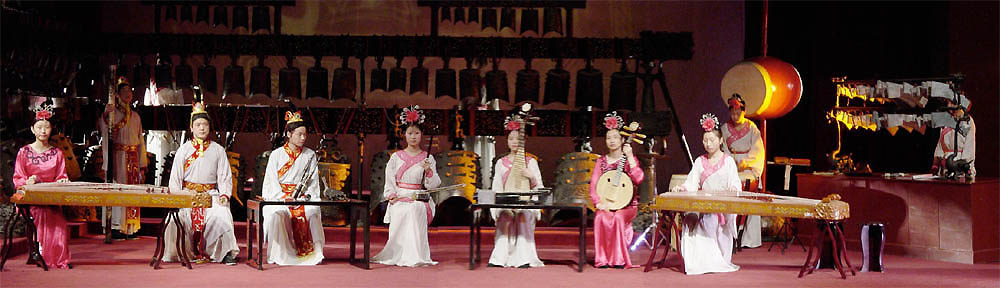
Concert de música tradicional xinesa amb instruments de la dinastia Tang

La música clàssica xinesa és l'art tradicional o de la cort de la Xina. Té una llarga història que es remunta a més de 3.000 anys d'existència. Té els seus propis sistemes de notació musical, un determinat sistema d'afinació, altures, instruments musicals i estils o gèneres musicals. La música xinesa és pentatònica i diatònica, té una escala de dotze notes en una octava (5+7=12), com en la música europea.

##### Pèrsia

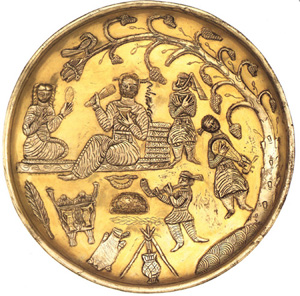
Músics de l'època sassànida en un plat del (Museu Britànic)

La música persa és la música de Pèrsia i dels països de llengua persa. Musiqi és la ciència i l'art de la música, i muzik, el so i la interpretació de la música. Els iranians antics donaven gran importància a la música i a la poesia, com encara fan en l'actualitat.

#### Europa
La música clàssica europea és un terme una mica ample, i fa referència a la música produïda per les tradicions artístiques a Europa, especialment entre l'any 1000 i el 1900, si bé la denominació de "música clàssica" se segueix aplicant a les composicions dels segles XX i XXI que sorgeixen d'aquesta tradició.
La fonamentació teòrica d'aquesta tradició es va desenvolupar entre 1550 i 1825.

##### Grècia
Una part important de la història escrita de l'antiga Grècia estava dedicada a l'antic teatre grec, en què els cors actuaven en actes d'entreteniment i en celebracions religioses. Entre els instruments musicals que els acompanyaven hi havia l'aulos, de canya doble, i un tipus de lira, instrument de corda pinçat: la cítara.
La música tenia un paper important dins l'educació dels individus, i als nois se'ls ensenyava a partir dels sis anys. Aquesta alfabetització musical general afavorí un desenvolupament musical molt sòlid amb una forta fonamentació teòrica. Els modes musicals grecs es convertirien en la base de la música religiosa occidental i, per extensió, de la música clàssica. Pel que fa a la música grega posterior, va rebre les influències de l'Imperi Romà, de les cultures de l'Europa de l'Est i els segles de domini de l'Imperi Romà d'Orient.
Al segle xix compositors d'òpera com Nikólaos Màntzaros (1795-1872), entre d'altres, revitalitzaren la música clàssica grega.

### Música occidental

#### Música de l'edat mitjana
Els principals centres de producció (composició i interpretació) de la música a la qual la història de la música ha dedicat una atenció preferent van ser, durant l'edat mitjana, els monestirs, als quals es van sumar les grans catedrals a partir del segle xii, les corts nobiliàries; més tard, fou a les ciutats on es concentrà el més innovador i intens de la vida musical.
Tot i que durant l'alta edat mitjana va haver-hi força activitat musical, com es dedueix, entre altres coses, de les descripcions artístiques d'instruments musicals i d'escrits sobre música, l'únic repertori musical que ha sobreviscut anterior al 800 és la música litúrgica de cant pla de l'Església catòlica romana, majoritàriament el cant gregorià i altres cants d'abast geogràfic i temporal menor. El papa Gregori I donà el seu nom a aquest tipus de repertori musical, i pot haver-ne estat ell mateix un dels compositors. Generalment s'afirma que va ser el creador d'aquesta part musical de la litúrgia en la seva forma actual, tot i que les fonts que donen detalls de la seva contribució són de més de cent anys posteriors a la seva mort; molts erudits creuen que la seva reputació ha estat exagerada. La major part d'aquest repertori de cant va ser compost anònimament durant els segles que van des del temps de Gregori fins al de Carlemany.
Durant el segle ix es van produir tres fets especialment significatius:
1. L'acció unificadora, per part de l'Església catòlica, de les diverses tradicions litúrgiques i de cant religiós, suprimint-ne moltes en favor de la litúrgia gregoriana i el cant gregorià.
2. L'aparició de la polifonia, concretament de l'organum,[21] un tipus de polifonia en moviment paral·lel.
3. La reinvenció de la notació musical. Aquest fet és d'una especial transcendència en la història de la música. Després d'un lapse d'uns 500 anys es tornaven a utilitzar grafies musicals, tot i que encara caldria que passessin uns quants segles més abans que el sistema de notació determinés amb més precisió la durada (ritme) i l'altura (to).

A partir del 1100 varen aparèixer diverses escoles de polifonia musical: 
- L'escola d'organum de St. Martial, amb una música que sovint es caracteritzava pel moviment ràpid d'una veu sobre una línia melòdica simple i mantinguda.
- L'escola de Notre-Dame, amb els compositors Léonin i Pérotin que, al voltant del 1200, ja produïa la primera música polifònica per a més de dues veus.
- La tradició musical de Santiago de Compostela, a Galícia, un gran centre de pelegrinatge i un lloc on varen convergir artistes de moltes cultures diferents; la seva música ha sobreviscut en el Codex Calixtinus.
- L'escola anglesa, la música de la qual ha perdurat en el Worcester fragments i en l'Old Hall Manuscript.

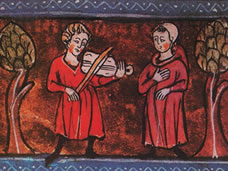
Trobador

Al costat d'aquestes escoles de música sacra, també existia i es desenvolupava una viva tradició de cant secular, exemplificada en la música dels trobadors, trouvères i minnesänger, i de música de dansa, tant vocal com instrumental.
Les principals formes de la música sacra polifònica que es desenvoluparen fins a finals del segle xiii incloïen el motet, el conductus, el discant, i la clàusula. Un desenvolupament inusual van ser el Geisslerlieder, música de grups de flagel·lants que vagaven per Europa especialment durant dos períodes: 
- A mitjan segle xiii, fins que varen ser suprimits per l'Església.
- Durant la gran pesta negra, al voltant de 1350, i en els anys posteriors. Aquesta música, que barrejava l'estil de la cançó popular amb textos penitents o apocalíptics, va quedar ben enregistrada amb la corresponent notació musical.

En el segle xiv dominà l'estil de l'ars nova, que per convenció s'inclou dins l'era medieval de la música, tot i que tenia molt en comú amb els ideals i l'estètica del primer Renaixement. És una música molt més vinculada al món urbà; molta de la música que sobreviu d'aquesta època és secular, i tendeix a utilitzar formes fixades: la balada, el virolai, el lai, el rondeau, que corresponen a estructures formals poètiques dels mateixos noms. Moltes d'aquestes peces estan compostes per a una a tres veus, probablement amb l'acompanyament instrumental: els compositors més famosos en varen ser Guillaume de Machaut i Francesco Landini.
Paral·lelament seguia existint una música monòdica tant en el cant litúrgic com en la música profana de dansa.

#### Música del Renaixement
El començament del Renaixement en la música, a diferència de les arts plàstiques, ni està tan ben delimitat en el temps, ni té lloc a Itàlia sinó que ho fa més cap al nord-oest d'Europa, en l'àrea que actualment comprèn el nord i centre de França, els Països Baixos i Bèlgica, ni pretén un veritable re-naixement de l'antiguitat clàssica.
En aquest període, els principals centres nobiliaris i les grans catedrals es dotaren de capelles en les quals s'aplegaven compositors, cantors i instrumentistes; cada centre procurava, en la mesura de les seves possibilitats, disposar dels millors músics.

##### L'escola francoflamenca
L'estil dels compositors de la Borgonya, la primera generació de l'escola francoflamenca, representà –al principi– una reacció al que es considerà una excessiva complexitat i artificiositat de l'estil de finals del segle xiv, l'ars subtilior. Aquest estil es caracteritzava per un tipus de melodia clara i una equilibrada polifonia en totes les veus mitjançant l'ús del contrapunt imitatiu. Els compositors més famosos de l'escola borgonyesa de mitjan segle xv varen ser Guillaume Dufay, Gilles Binchois i Antoine Busnois.

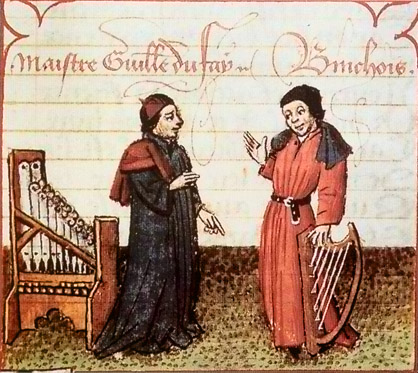
Dufay i Binchois,
dibuixats el 1451

Cap a mitjan segle xv, compositors i cantants dels Països Baixos i àrees adjacents començaren a ser reclamats per treballar arreu d'Europa, especialment a Itàlia, on eren contractats a la capella pontifícia a Roma, i pels grans aristòcrates i mecenes de les arts, com els Medici a Florència, els Este a Ferrara, i els Sforza a Milà. Allà on anaven, difonien el seu estil de polifonia que es podia fer servir tant en la música sacra com en la secular. Els principals gèneres de la música sacra de l'època eren la missa i el motet; les formes seculars incloïen la chanson, la frottola i, més tard, el madrigal.
La invenció de la impremta va tenir una gran importància en la disseminació dels estils musicals, i en la difusió de la música i l'estil francoflamencs per tot Europa; va contribuir a l'establiment del primer estil veritablement internacional de la música europea des de la unificació del cant gregorià en l'època de Carlemany, 700 anys abans.
Altres compositors de l'escola francoflamenca varen ser: 
- Johannes Ockeghem, que escrivia música en un estil contrapuntístic força complex, amb una textura variada i un ús elaborat dels mecanismes canònics.
- Jacob Obrecht, un dels compositors de misses més famosos de les darreries del segle xv.
- Josquin Desprez, probablement el compositor més famós a Europa abans de Palestrina; durant el segle xvi tenia fama de ser un dels millors creadors en qualsevol forma musical.

La música de la generació posterior a Josquin Desprez desenvolupà la complexitat del contrapunt; possiblement l'exemple més rellevant d'aquesta tendència va ser la música de Nicolas Gombert. El seu elaborat contrapunt va influir en les composicions del que seria l'inici de la música instrumental, amb formes com la canzona i el ricercare, que desembocarien en la fuga barroca.
A mitjan segle xvi, l'estil internacional va començar a descompondre's, i van aparèixer una sèrie de noves tendències estilístiques, força diverses. Fonamentalment cal destacar: 
- Una tendència cap a la simplicitat en la música sacra, impulsada per la Contrareforma del Concili de Trento, i exemplificada en l'austera perfecció de la música de Giovanni Pierluigi da Palestrina;
- Una tendència cap a la complexitat i l'increment del cromatisme en el madrigal, que culminà en l'estil d'avantguarda de l'escola de Ferrara de Luzzaschi, i de l'últim gran madrigalista del segle, Carlo Gesualdo.
- Una música grandiosa, d'àmplia sonoritat, de l'escola veneciana, que aprofitava l'arquitectura de la basílica de Sant Marc de Venècia per a crear una música de grans contrastos antifònics.

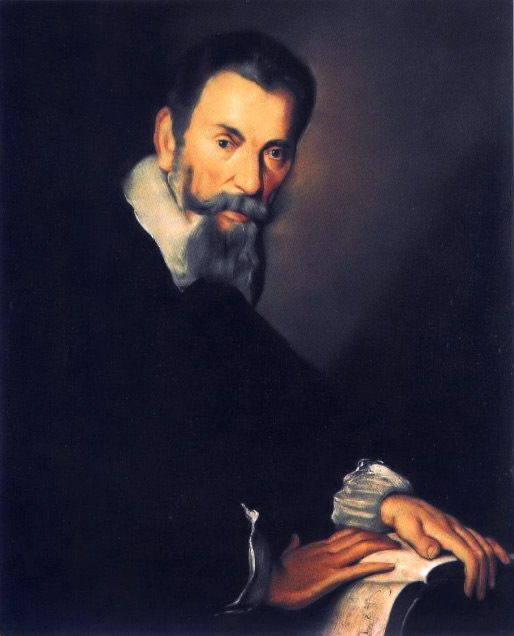
Claudio Monteverdi
(Bernardo Strozzi, 1640)

##### L'escola veneciana
La música de l'escola veneciana aporta a la música de finals del segle xvi i primers anys del xvii un marcat sentit del luxe i d'abundància de recursos, la policoralitat, l'especulació tímbrica i la instrumentació, el gust per l'ornamentació i l'ús del baix continu. Molts d'aquests elements es traspassaren a la música barroca.
Entre els compositors més famosos d'aquesta escola cal citar Andrea i Giovanni Gabrieli, i Claudio Monteverdi, un dels innovadors més significatius del final del període.

##### Anglaterra, Espanya, Alemanya i França
A finals del segle xvi, existien tradicions musicals actives i ben diferenciades en diferents llocs d'Europa:
- A Anglaterra destaquen compositors com Thomas Tallis i William Byrd, que escrivien música sacra amb unes tècniques similars a les del continent però amb un regust ben anglès, i un grup actiu de madrigalistes com Thomas Morley i Thomas Weelkes, que varen adaptar la forma italiana als gustos anglesos.

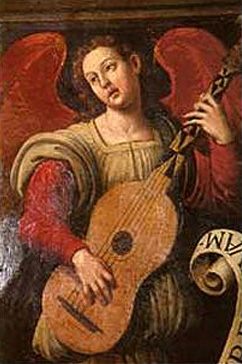
Viola, en un retaule de Joan de Joanes, al convent de Santa Clara, de Gandia (1554)

- A Espanya es desenvoluparen estils instrumentals i vocals propis. Tomás Luis de Victoria componia música amb un refinament similar al de Palestrina; diversos compositors van escriure abundant música per a viola de mà sola o amb veu.
- A Alemanya es conreaven formes polifòniques construïdes a partir dels corals protestants que varen reemplaçar el cant gregorià propi del catolicisme. D'altra banda, importaren l'estil de l'escola veneciana que definiria el començament del barroc musical. A més a més, els compositors alemanys varen escriure grans quantitats de música per a orgue, establint les bases per al gran desenvolupament posterior de l'orgue barroc que culminaria amb l'obra de J. S. Bach.
- França desenvolupà un estil únic de dicció musical conegut com a música mesurada, i que es feia servir en les cançons seculars. Un dels compositors més rellevants en va ser Claude Le Jeune.

##### Els inicis de l'òpera
Un dels moviments més revolucionaris de l'època es desenvoluparia a Florència durant els anys 1570 i 1580, sota l'impuls innovador de la Camerata florentina que, irònicament, tenia una voluntat reaccionària. Els seus membres, descontents amb la música del moment, pretenien restaurar la música de l'antiga Grècia.

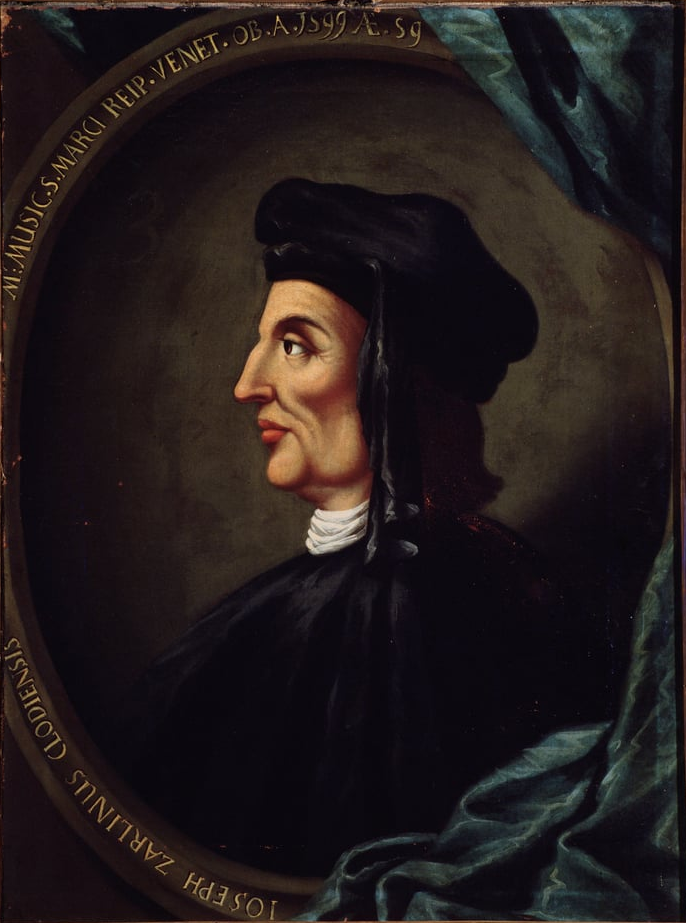
Gioseffo Zarlino

Dos dels compositors més representatius en va ser Vincenzo Galilei, el pare de Galileo, i Giulio Caccini. Les conseqüències de la seva acció van ser la consolidació d'un estil de cant declamat molt melòdic, conegut com a monodia, i de la corresponent forma dramàtica, que era escenificada, forma que posteriorment es coneixeria amb el nom d'òpera. Les primeres òperes, escrites al voltant de 1600, també serveixen per a delimitar el final del Renaixement i el començament del barroc musical.

##### Altres elements de la música del Renaixement
La música anterior al 1600 era més modal que tonal. Les aportacions de teòrics de la música de finals del segle xvi, especialment de Gioseffo Zarlino i Franchinus Gaffurius, obriren les portes al desenvolupament de la tonalitat en la pràctica musical. Les escales majors i menors començaven a predominar sobre els antics modes eclesiàstics, inicialment de manera òbvia en les cadences, i estenent-se progressivament a tota l'obra. Hom es refereix sovint a la música posterior al 1600, que és quan apareix la música tonal i el barroc musical, amb el nom de música clàssica.
Paral·lelament a la música vocal, preponderant a l'època, la música instrumental polifònica va tenir un primer període d'esplendor, sobretot mercès a la música de dansa (majoritàriament homofònica, als tractats didàctics, i als gèneres intrínsecament instrumentals d'alguna manera derivats dels vocals.
 Cruda Amarilli (Monteverdi) (?·pàg.). Aquesta obra de Monteverdi és un exemple de polifonia vocal del Renaixement.

#### Música del barroc

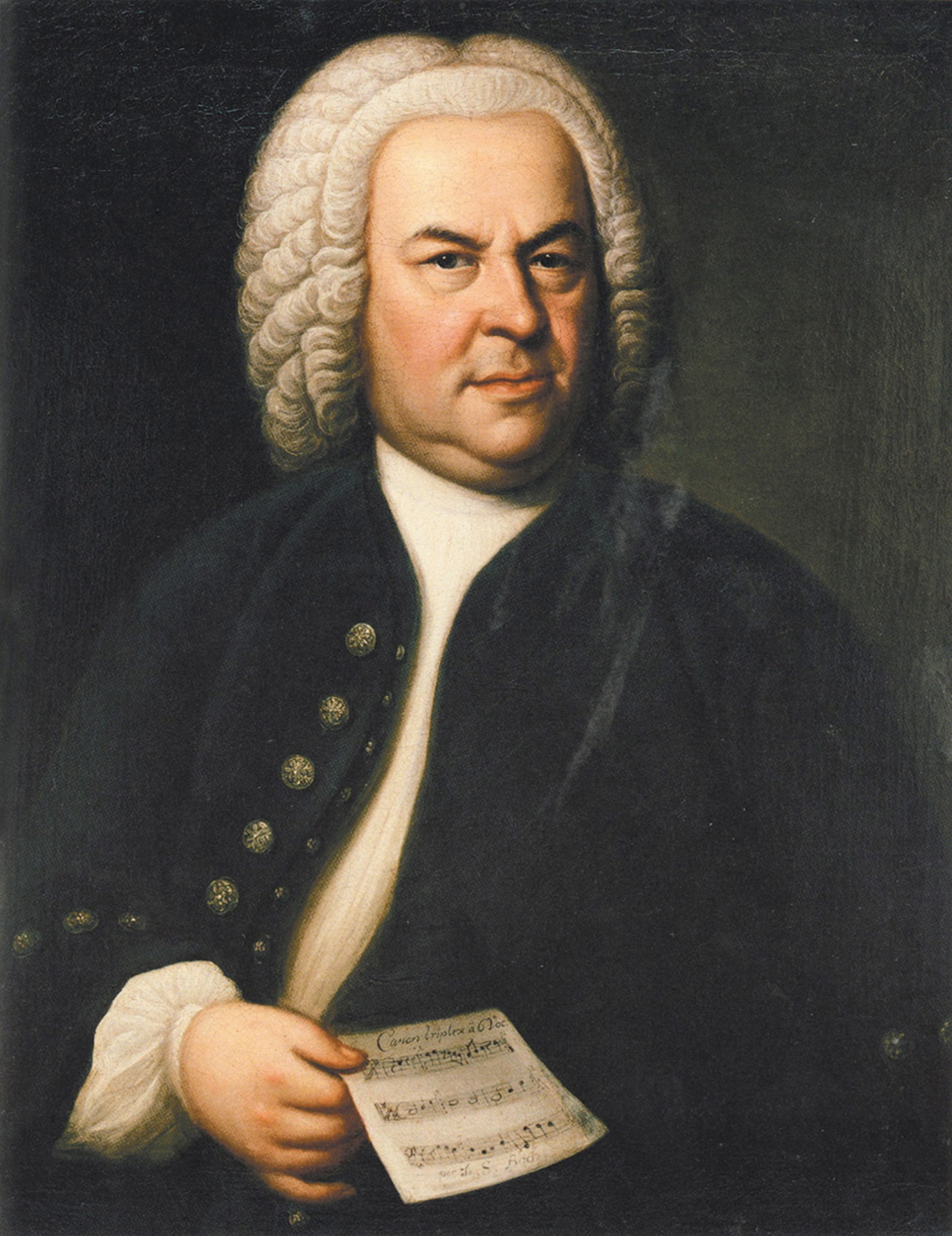
Johann Sebastian Bach

En el barroc, els grans focus de música polifònica i concertant van continuar sent les corts reials i les cases nobiliàries, i els temples principals de les grans ciutats europees. Continuant una tradició ja iniciada al segle xvi s'esperava del noble que no sols apreciés la música que escoltava sinó que, a la vegada, sabés tocar algun instrument i/o cantar, la qual cosa fou determinant perquè la música assolís l'estatus que va tenir en el barroc.
El contrapunt i la melodia acompanyada foren dos trets característics (ensems que, fins a un cert punt, antagònics) tant en la música instrumental com en la vocal. En aquest darrer terreny, fou l'òpera el gènere i la forma musical de més transcendència, tant per la producció en si com per la influència en altres gèneres com l'oratori.
Un cop creats, en el Renaixement, els primers gèneres de música instrumental, aquesta comença, en el barroc, un procés d'augment gradual de protagonisme que hauria de continuar encara: els públics s'hi interessaren més, els compositors hi tingueren més dedicació, i es definiren algunes de les formes musicals més bàsiques com els diversos tipus de sonata i de concert.
La majoria de gèneres implicaven la presència del baix continu, un baix creat pel compositor a partir del qual l'intèrpret improvisava l'harmonia que hi era implícita, sovint amb complexos jocs contrapuntístics.
El teclat, especialment el clavecí, n'era l'instrument dominant, i amb l'arribada de l'afinació temperada s'obrien possibilitats per tocar en totes les tonalitats.

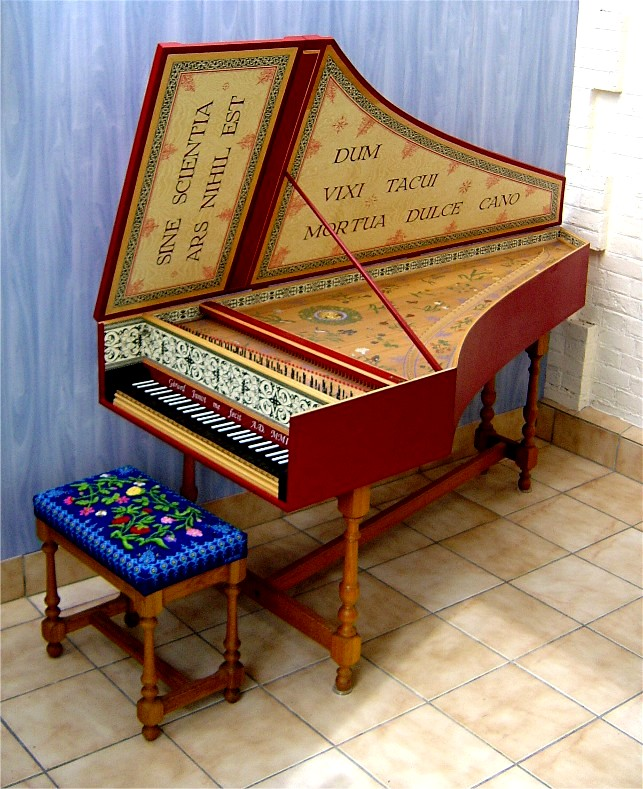
El clavecí va tenir un paper molt destacat en el barroc

El baix continu és un dels trets característics del barroc i era realitzat de manera habitual per un teclat (clavecí o orgue, o a vegades un llaüt), i un instrument greu, com una viola da gamba o un fagot.
Els compositors més rellevants varen ser-ne Johann Sebastian Bach, George Frideric Handel, Antonio Vivaldi i Domenico Scarlatti, per sobre de molts altres autors destacats, alguns amb una gran producció, difusió i influència.
- Cànon (Pachelbel) (?·pàg.) El Cànon de Pachelbel és una obra construïda sobre un baix, un mètode de composició habitual en el barroc.
- "Al·leluia" (Handel) (?·pàg.). Aquest cor d'El Messies de Handel és un exemple de música vocal del barroc.

#### Classicisme musical

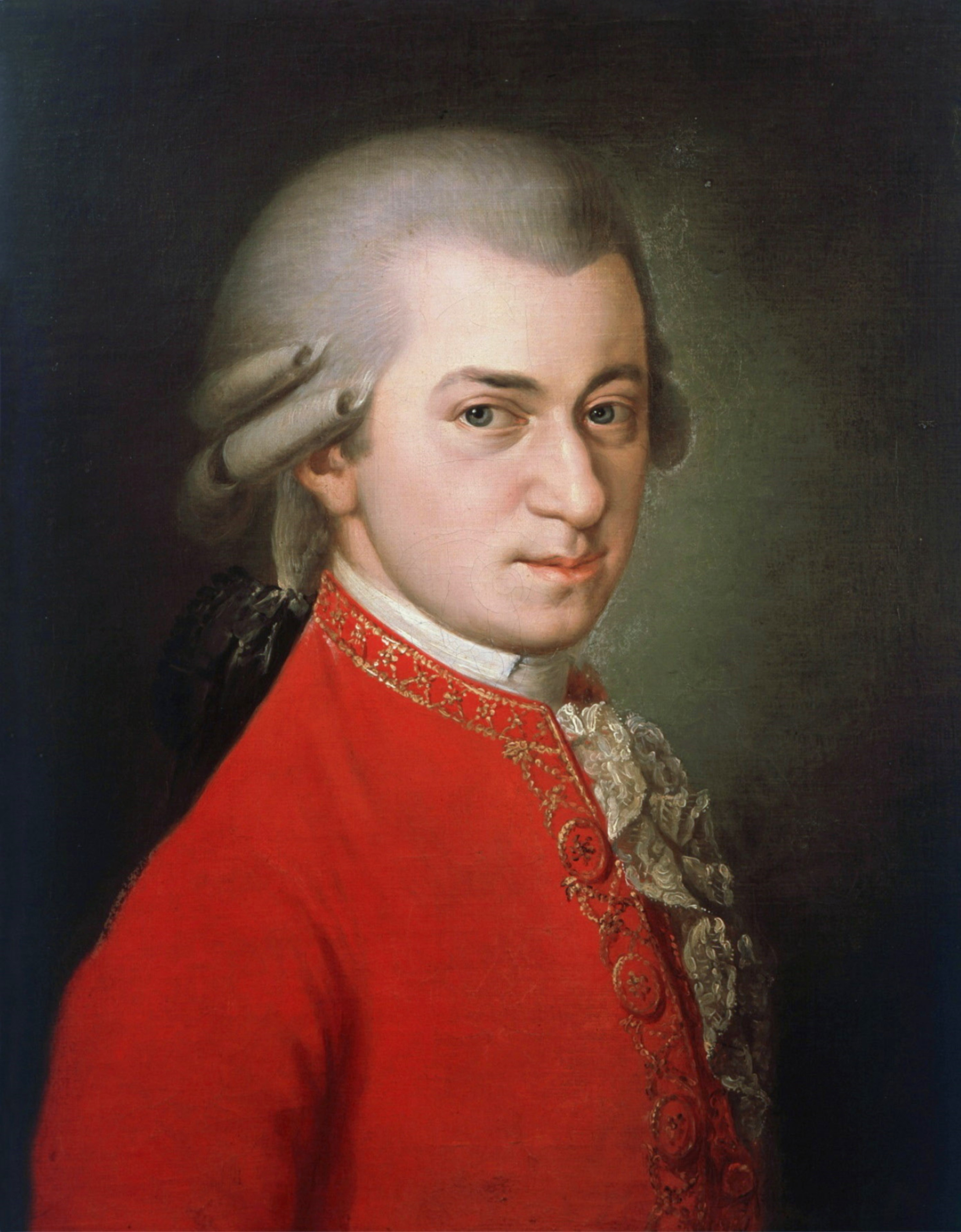
Les obres de Mozart són el gran referent d'aquest període

La música del classicisme es caracteritza per un estil força més fàcil d'entendre que el del barroc: una textura homofònica, el recurs sovintejat en la melodia amb acompanyament (tot i que es va mantenir l'ús del contrapunt com a element decoratiu, sovint incorporat al final d'una obra, o puntualment com el mecanisme compositiu d'un moviment únic), melodies que tendien a ser molt cantables, frases molt simètriques, i estructures formals molt tancades i força rígides.
El notable creixement de la música instrumental (sobretot amb invents de tanta projecció com el piano, l'orquestra, la forma sonata i la simfonia) no va arraconar l'òpera, que se seguí desenvolupant, especialment en el format d'òpera bufa i d'altres gèneres propers, alguns en les llengües nadiues de cada territori. Cal recordar que fins aquell moment les òperes es cantaven generalment en italià.
Patrons senzills, com arpegis i, en la música per a piano, el baix d'Alberti (un acompanyament amb un típic patró repetitiu a la mà esquerra) eren utilitzats per animar el moviment d'una obra sense crear veus addicionals que poguessin generar confusió.
La música instrumental, molt innovadora, estava dominada per uns quants gèneres ben definits, especialment per la sonata i el quartet de corda en la música de cambra, i la simfonia, i el concert en l'orquestral. Totes tres utilitzen el que posteriorment, ja en el romanticisme, s'anomenaria forma sonata, que va madurar durant el classicisme per convertir-se en el principal element estructural per compondre música instrumental durant el segle xix.

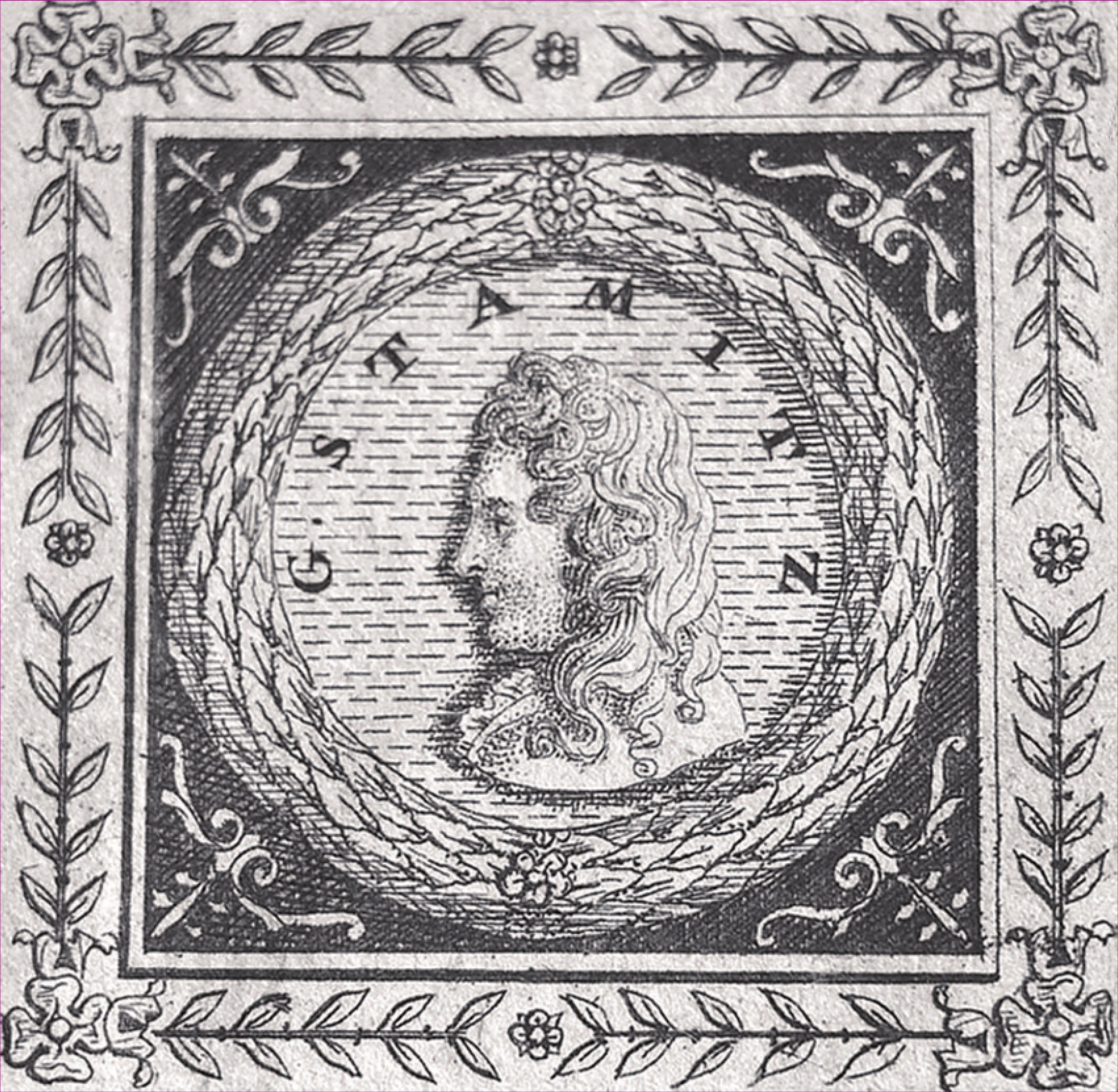
Johann Stamitz

Si bé la musicologia germànica ha posat èmfasi en el paper que l'escola de Mannheim (amb compositors com Johann Stamitz i Carl Stamitz) va tenir en la configuració de l'estil clàssic, no s'ha menystenir la influència dels operistes italians. El gran configurador de l'estil clàssic madur, però, fou Joseph Haydn. Wolfgang Amadeus Mozart va ser la figura cabdal d'aquest període, i un geni excepcional; la seva producció, quantiosa i variada, abasta tots els gèneres i, d'alguna manera, defineix la percepció que tenim de què és el classicisme musical.
Ludwig van Beethoven i Franz Schubert serien els compositors que s'encarregarien de la transició cap al romanticisme, estil que iniciarien expandint les possibilitats creatives dels gèneres, formes i funcions existents en la música d'aquella època.
- "1r mov." de la Simfonia núm. 40 (Mozart) (?·pàg.). El "1r moviment" de la Simfonia núm. 40 en sol m de Mozart està compost en la forma sonata.

#### Música del romanticisme

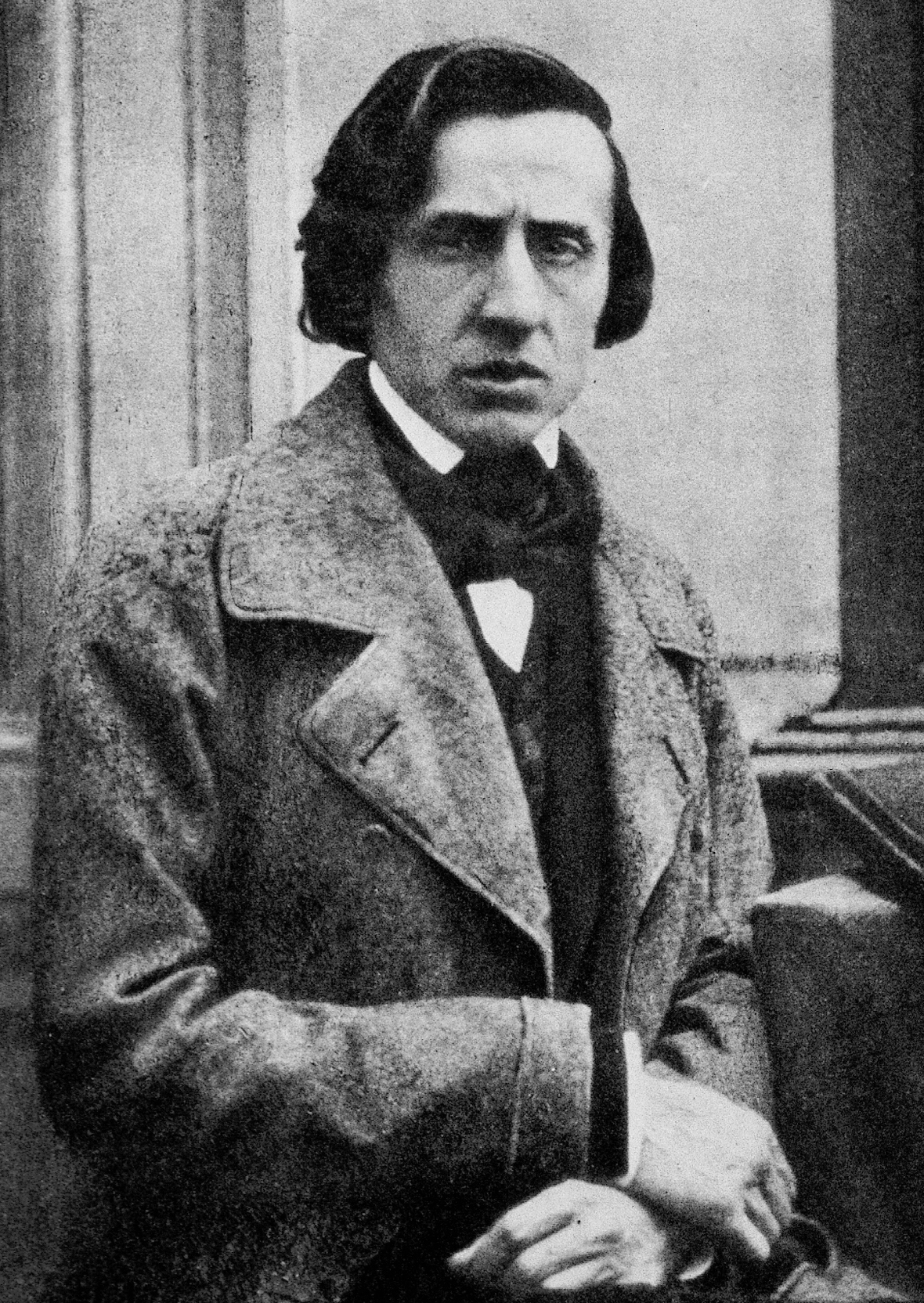
Frédéric Chopin

La música del romanticisme té un lligam amb la resta de facetes del pensament i la cultura (especialment la literatura i la filosofia) de l'època possiblement superior a la d'altres períodes. La composició emprèn una recerca d'expressivitat i d'emoció que porta a una flexibilització de les formes musicals emanades del classicisme.
Entre els primers compositors més famosos de la primera època es poden destacar: Rossini, Schumann, Chopin, Mendelssohn, Bellini i Berlioz, a més de Schubert i Beethoven.
En la segona meitat del segle xix es va produir una expansió en les dimensions de l'orquestra, i la consolidació del concert com una activitat rellevant dins l'àmbit cultural i social. Els grans focus de producció musical són les grans ciutats on habita un públic, majoritàriament burgès, que ha integrat l'assistència al concert com un hàbit. La necessitat de poder encabir cada vegada més públic en un concert va fer créixer les dimensions de sales de concerts, cosa que provocà l'augment del volum de so de l'orquestra, que només es podia aconseguir amb més instruments, especialment de metall, que la Revolució industrial havia permès de desenvolupar. En aquesta època destacaren compositors com Johann Strauss II, Brahms, Liszt, Bizet, Txaikovski, Verdi i Wagner.
Entre 1890 i 1910, es pot considerar l'existència d'una tercera generació de compositors amb estils molt diversificats però que encara tenen una certa relació, més propera o allunyada, amb el romanticisme. Debussy, Mahler, Richard Strauss o Puccini construeixen les seves composicions a partir de les dels seus predecessors i, alguns d'ells creen obres més complexes i, sovint, molt més llargues. Altres figures destacades en són Ravel, Rakhmàninov i Elgar. Alguns se'n consideren postromàntics.
En concordança amb els moviments socials existents, un bon nombre de compositors es desvincularen del corrent general de predominança germànica i reivindicaren elements propis dels seus països. En el cas dels autors que van utilitzar elements dels seus respectius folklores se'ls ha conegut com a compositors nacionalistes, moviment que a Europa lideraren compositors com Smetana, Dvořák, Sibelius i Grieg. En l'àmbit català i espanyol cal destacar la figura de Pedrell, i compositors de la talla d'Albéniz, Granados i Tàrrega.
- "Preludi" de Tristany i Isolda (?·pàg.). El preludi de Tristany i Isolda de Richard Wagner és un exemple de romanticisme ja més evolucionat.

Sorgeix el piano, que el toquen:
Chopin (Polonia),
Liszt (Hongria) i
Schumann (Alemanya). També sorgeix l'òpera; els primers que en fan són:
Wagner (Alemanya),
Verdi (Italia) i
Bizet (França).

#### Impressionisme
Música del segle xix - XX
En l'impressionisme trobem:
· La recerca de la sensació (subjectiva)
· Debussy (França)

#### Música delseglexx

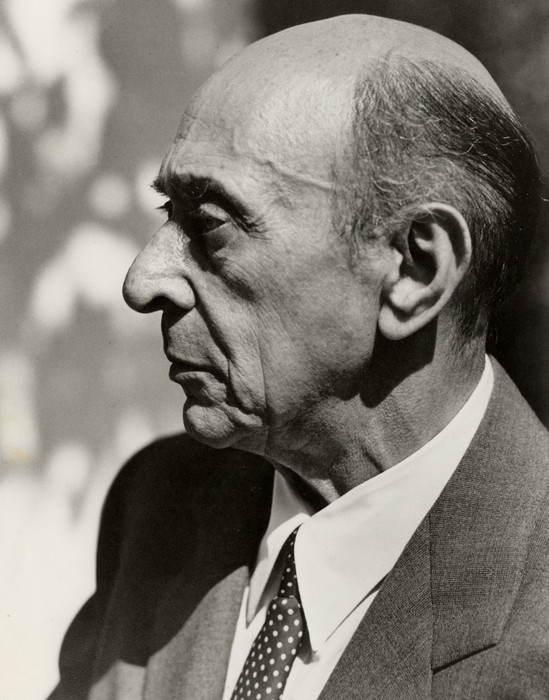
Arnold Schönberg

En el segle xx es va produir una revolució en les arts en general, i en la música en concret. La recerca de la llibertat i l'experimentació en la creació en el sentit més ampli del terme portà a l'aparició d'uns estils musicals totalment nous que desafiaven, i sovint trencaven, les regles musicals acceptades en períodes anteriors. En aquesta dinàmica innovadora destaquen, entre d'altres, compositors com Stravinski, Schönberg, Berg i Xostakòvitx.
La invenció d'instruments electrònics i la possibilitat d'enregistrar el so representà una dimensió diferent tant en l'àmbit de la música anomenada clàssica, com en la popular. La confluència de cultures generà una explosió artística i comercial d'estils musicals molt influents, com va ser el jazz, i cap als anys 50, el rock i la música pop.
Aquest desenvolupament tecnològic, cada cop més accelerat, esdevingut durant el segle xx, donà un impuls enorme al fet musical. Primer, l'invent de la ràdio, que portà la música a tots els racons de la societat. Els nous mitjans de comunicació, amb el suport de noves tecnologies, anaven desenvolupant sistemes per enregistrar, captar, reproduir i distribuir música.
La comunicació musical ja no es limitava a l'actuació en directe, en concerts; existien altres mecanismes perquè els artistes es fessin famosos i aquesta fama es podia escampar més ràpidament per tot el món. D'altra banda, les audiències estaven exposades, més que mai, a una oferta més àmplia i diversa de música. Les actuacions rebien el suport dels mitjans audiovisuals i l'emissió i enregistrament de vídeos de música enriquia les possibilitats dels mitjans exclusivament sonors.

## Història de la música i gènere

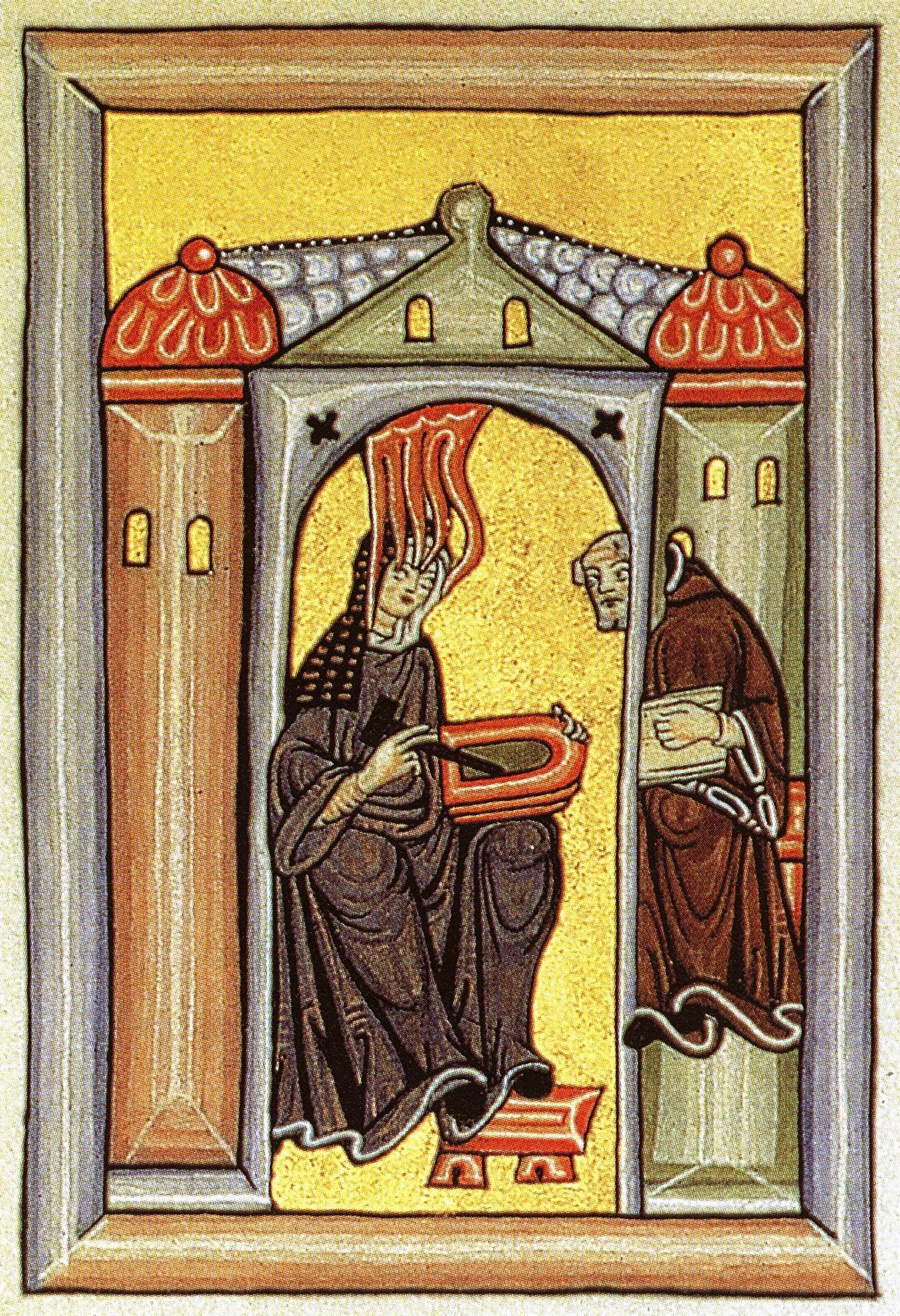
Hildegard von Bingen

Les dones, representant la meitat de la població, són les grans excloses a la musicologia i la història de la música, tradicionalment escrita per homes en un sistema androcèntric i patriarcal. El seu paper en la música culta ha estat sempre menyspreat i ignorat. Sempre han estat actives com a intèrprets musicals i en àmbits no reconeguts pels llibres d'història. Pel que fa als àmbits en què sí que apareixen, com la composició o la direcció d'orquestra, s'hi han vist amb moltes dificultats per treballar-hi, ser reconegudes i tenir visibilitat. La discriminació històrica per raons de gènere ha portat a ignorar l'aportació de compositores rellevants socialment i artística al seu temps, com Hildegard von Bingen, Barbara Strozzi, Fanny Mendelssohn, Amy Beach o Clara Schumann. En els últims anys s'han catalogat més de quatre mil compositores de tots els temps ignorades fins ara.
Segles abans de Crist ja componia, per exemple, l'egípcia Iti. Bakit era mestra de música a la cort. La compositora àrab Jamila va formar i dirigir una orquestra de cinquanta dones. Safo de Lesbos va ser considerada una musa. I fins a les nombroses i populars joglaresses i trobadores han estat ignorades en els camps de la literatura i la música fins fa molt poc. Més encara les compositores cultes, com per exemple Cassiana de Constantinoble, Maddalena Casulana, Francesca Caccini, Vittoria Aleotti, Élisabeth Jacquet de La Guerre, Maria Anna Mozart o Isabella Colbran, a més de les reines Anna Bolena i Maria Estuard, per exemple. El 1686 el papa Innocenci IX va declarar un edicte que prohibia a les dones aprendre música i tocar un instrument, renovat el 1703 pel papa Climent XI.
No és fins al segle xix que apareixen mencions a compositores, com Alma Mahler, Maria Malibran o Louise Farrenc, però només pel fet de ser filles, germanes, esposes o amants d'algun músic conegut. Són les més afortunades. D'altres, com Clara Wieck, van estar obligades a deixar de compondre en casar-se, en el seu cas amb Robert Schumann. Les compositores sense parents masculins famosos han estat menyspreades i oblidades, i la seva obra perduda. Queda registre de Carrie William Krogmann (més de mil composicions amb múltiples pseudònims), Jeanine Baganier (Freddy Anoka) i d'altres que van compondre amb pseudònims masculins, per expressa obligació (com per exemple Edith Borroff) o com a opció personal. Fa un segle, hi havia dones que havien finalitzat els seus estudis musicals i se'ls va negar el títol corresponent, com la pianista Adelaide Louise Thomas el 1893. Fins aleshores no conservem registre de directores d'orquestra: algunes en foren Nadia Boulanger, Sofia Gubaidúlina, Joanidria Sodré, Agustina Mary Holmes, Mary Carr Moorre o Emma Steiner, que va dirigir més de sis mil obres, incloent-hi més de cinquanta òperes i operetes. Tampoc es parla gaire de compositores com Blanca Selva, Rebecca Clarke, Dora Bright, Florence Price o Wendy Carlos, ni de les guanyadores del premi de l'Acadèmia de Belles Arts de París, com Yvonne Desportes, Berthe di Vito-Delvaux, Rolande Falcinelli o Elsa Barraine.
Algunes pel·lícules que tracten aquest tema són Nannerl, la germana de Mozart, de Réné Féret sobre Maria Anna Mozart; Visió, de Margarethe von Trotta sobre Hildegard von Bingen i Clara, de Helma Sanders-Brahms sobre Clara Schumann.